# مات ستارك
مات ستارك (بالإنجليزية: Matt Stark)‏ هو لاعب كرة قاعدة أمريكي، ولد في 21 يناير 1965 في ويتير في الولايات المتحدة.

## وصلات خارجية
- مات ستارك على موقعبيزبول رفرنس.كوم (الدوري الرئيسي) (الإنجليزية)
- مات ستارك على موقعبيزبول رفرنس.كوم (الدوري الثانوي) (الإنجليزية)